# Брайтон Тауншип (округ Бівер, Пенсільванія)
Брайтон Тауншип (англ. Brighton Township) — селище (англ. township) в США, в окрузі Бівер штату Пенсільванія. Населення — 8790 осіб (2020).

## Демографія
Згідно з переписом 2010 року, у селищі мешкало 8227 осіб у 3015 домогосподарствах у складі 2215 родин. Було 3145 помешкань
Расовий склад населення:
| - 97,1 % — білих - 1,1 % — чорних або афроамериканців - 0,7 % — азіатів - 0,1 % — вихідців з тихоокеанських островів - 0,1 % — корінних американців |

До двох чи більше рас належало 0,8 %. Частка іспаномовних становила 1,1 % від усіх жителів.
За віковим діапазоном населення розподілялося таким чином: 21,9 % — особи молодші 18 років, 54,8 % — особи у віці 18—64 років, 23,3 % — особи у віці 65 років та старші. Медіана віку мешканця становила 47,8 року. На 100 осіб жіночої статі у селищі припадало 91,8 чоловіків;  на 100 жінок у віці від 18 років та старших — 86,5 чоловіків також старших 18 років.
Середній дохід на одне домашнє господарство  становив 84 105 доларів США (медіана — 72 333), а середній дохід на одну сім'ю — 98 092 долари (медіана — 89 821). Медіана доходів становила 61 857 доларів для чоловіків та 45 542 долари для жінок. За межею бідності перебувало 5,8 % осіб, у тому числі 8,1 % дітей у віці до 18 років та 4,8 % осіб у віці 65 років та старших.
Цивільне працевлаштоване населення становило 3875 осіб. Основні галузі зайнятості: освіта, охорона здоров'я та соціальна допомога — 26,2 %, виробництво — 15,3 %, роздрібна торгівля — 12,7 %.